# エコーズオブパンドラ
『エコーズ オブ パンドラ』（英語：Echoes of Pandora / 簡体字中文：潘多拉的回响）は、中華人民共和国に本社を置く成都金角網絡科技有限公司が開発したスマートフォン用ゲームアプリ。日本国内においてはEyedentity Games Japanの運営により2020年5月28日にサービスが開始。基本プレイ無料（アイテム課金制）。キャッチコピーは「これは兵器と少女〈パンドラ〉の物語」。日本国内におけるサービスは2021年3月31日をもって終了している。

## 作品概要
ゲームジャンルは「SFバトルシューティング」とされており、3D形式で描かれたフリースクロール制のフィールド上に点在する敵をプレイヤーユニットで殲滅するのが目的。
2018年のChinaJoyで金角網絡が製作発表した当初の仮題は『鋼鉄幻想』だった。同年末に中国大陸でクローズドβテストを実施したのち2020年2月に日本での先行リリースが決定し、同年2月21日から28日にAndroid限定でクローズドβテストを開催した。その後4月28日から事前登録を開始し、5月28日にリリース。
本作と同じ金角網絡が開発したリアルタイムストラテジーの『最終戦艦withラブリーガールズ』（原題『艦姫』、日本版は2017年8月 - 2019年3月）から一部の艦船擬人化キャラクターがスターシステムで再登場している。

## 世界観
プレイヤーは20世紀の歴史改竄を目論む時空犯罪組織「SPHINX」の野望を阻止するために組織された時系列安全司令部「TLSC」の指揮官として、戦車などの近代兵器を美少女に擬人化した「パンドラ」と呼ばれるユニットを編成して敵勢力と戦う。
「パンドラ」にはTLSC直属の隊長機3名の他、各国の近代兵器（主に戦車や歩兵だが、軍用機や艦船も一部存在する）を擬人化した約120種類（サービス開始時点）のユニットが存在し、1部隊6名で編成される。

## 登場キャラクター
キャストは日本版。

### 隊長機
22世紀でSPHINXに対抗するため組織されたTLSC直属のパンドラたち。
ヴェロニカ
声 - 高橋李依
ライン
声 - 渕上舞
アリタ
声 - 大橋彩香

### その他の人物
カノン
戦場カメラマン。日本版のTwitterアカウントに起用されている。